# Micaria triangulosa
Espèce
Micaria triangulosa est une espèce d'araignées aranéomorphes de la famille des Gnaphosidae.

## Distribution
Cette espèce est endémique du Texas aux États-Unis,.

## Description
Les mâles mesurent 2,22 mm en moyenne et les femelles 2,75 mm.

## Publication originale
- Gertsch, 1935 : New American spiders with notes on other species. American Museum novitates, n. 805, p. 1-24 (texte intégral).